# 阿伯丁 (加利福尼亞州)
阿伯丁（英語：Aberdeen）是位於美國加利福尼亞州因約縣的一個非建制地區。該地的面積和人口皆未知。

## 地理
阿伯丁的座標為36°58′41″N 118°15′12″W / 36.97806°N 118.25333°W，而該地的平均海拔高度為1193米（即3914英尺）。